# Ansu Fati
Anssumane Fati, més conegut com a Ansu Fati   (Bissau, 31 d'octubre de 2002), és un futbolista de Guinea Bissau nacionalitzat espanyol que juga d'extrem esquerre o dret a l'Association Sportive de Monaco Football Club cedit pel FC Barcelona.
El 20 de setembre de 2019 el Consell de Ministres li va concedir, de manera excepcional, la nacionalitat espanyola, just a temps perquè pogués ser inclòs en la llista de convocats per al Mundial sub-17 que es jugà, al Brasil, l'octubre d'aquell any.

## Inicis
El seu pare és l'exfutbolista Bori Fati, qui des de Guinea Bissau va emigrar a Portugal, on va jugar a equips de categories inferiors. Allà, va llegir a la premsa la història d'un municipi andalús que oferia feina als immigrants. El lloc era Marinaleda, i després de demanar menjar pel carrer, va treballar com a xofer. S'instal·là a Herrera, on Ansu passaria la infantesa i on jugaria a les categories inferiors del Sevilla FC.

## FC Barcelona
Quan tenia onze anys, Albert Puig el va fitxar per a les categories inferiors del FC Barcelona, on també juguen els seus germans Braima i Miguel.

### Temporada 2019–20
El 25 d'agost de 2019, amb setze anys i 298 dies, va debutar amb el primer equip, en la segona jornada del campionat de Primera Divisió, i es va convertir, així, en el segon jugador més jove a debutar amb el FC Barcelona, per darrere de Vicenç Martínez i Alama (que ho va fer la temporada 1941-42 amb setze anys i dos-cents vuitanta dies). El 31 d'agost de 2019 es va convertir en el jugador més jove del club a marcar un gol en partit oficial, amb setze anys i tres-cents quatre dies, a l'estadi del Sadar, en un empat a dos gols contra l'Osasuna, en la tercera jornada de la temporada 2019-20, i en el tercer golejador més jove de la Primera Divisió, per darrere de Fabrice Olinga i Iker Muniain.
El 17 de setembre de 2019 es va convertir en el jugador més jove del club a debutar a la Lliga de Campions de la UEFA en un partit contra el Borussia Dortmund de la fase de grups. El 10 de desembre de 2019, va marcar el gol de la victòria del conjunt blaugrana davant l'Inter de Milà per 1 a 2, i es va convertir, així, en el golejador més jove en la història de la Lliga de Campions de la UEFA (amb el nou format, des de 1992) amb disset anys i quaranta dies.
El 2 de febrer de 2020, Fati va esdevenir el jugador més jove en fer un doblet a La Liga, en fer els dos gols del FC Barcelona en una victòria per 2–1 contra el Llevant UE. El 5 de juliol, el Barça va derrotar el Vila-real CF a fora, i Ansu va fer el quart gol (1-4 fou el resultat final); el gol fou el número 9000 en la història del Barça.

### Temporada 2020-21
El 23 de setembre de 2020 fou promocionat al primer equip, i assolí una clàusula de 400 milions d'euros que el blindava amb el Barça. Prèviament, havia debutat a principis de mes amb la selecció espanyola, marcant el seu primer gol vestint la samarreta d'Espanya a la Lliga de les Nacions de la UEFA. Quatre dies després, en el primer partit del Barça a la temporada 2020–21 i el primer amb Ronald Koeman d'entrenador, Fati va marcar un doblet i va forçar un penal en una victòria per 4–0 contra el Vila-real.
Va tornar a marcar en el següent partit, una victòria per 0-3 a fora contra el Celta de Vigo l'1 d'octubre. Les seves actuacions el van portar a ser nomenat jugador del mes de setembre de 2020 de La Liga. El 20 d'octubre va marcar un gol en una victòria per 5–1 contra el Ferencvárosi TC a la Champions League, i esdevingué així el primer jugador a marcar més d'un gol a la competició abans de fer els divuit anys. El 24 d'octubre va marcar en una derrota per 1–3 contra el Reial Madrid, i va esdevenir el golejador més jove en un Clàssic, amb disset anys i 359 dies d'edat. El 7 de novembre, en un partit de lliga contra el Reial Betis que el Barça va guanyar 5-2, Fati es va trencar el menisc intern del genoll esquerre. Dos dies més tard va passar pel quiròfan i el club va anunciar una baixa mèdica de quatre mesos aproximadament.
El 17 d'abril de 2021 va guanyar el seu primer títol amb el Barça, la Copa del Rei 2020-2021 en una golejada de 0 a 4 contra l'Athletic Club de Bilbao. No jugà el partit a causa de la lesió del menisc intern del genoll esquerre.

### Temporada 2021-22
El 5 d'agost de 2021, Ansu Fati va tornar als entrenaments a la Ciutat Esportiva després de nou mesos lesionat. Se li va assignar el dorsal número 10, que la temporada anterior duia el capità Lionel Messi. El 26 de setembre del 2021, Ansu Fati va tornar a jugar després de deu mesos lesionat, i va marcar el seu primer gol de la temporada en la victòria del FC Barcelona contra el Llevant UE per 3 gols a 0 al Camp Nou. Va entrar com a suplent, jugant deu minuts i marcant només minuts després d'entrar al camp. El 20 de gener de 2022, va patir una lesió en un partit contra l'Athletic Club que va acabar en derrota per 3–2 a la Copa del Rei. El dia 1 de maig va tornar a jugar, després de tres mesos d'absència, en una victòria per 2–1 contra el RCD Mallorca.

### Temporada 2023–24: Cessió al Brighton
L'1 de setembre de 2023, Fati va marxar cedit a la Premier League, al club Brighton & Hove Albion FC per un any, sense opció a compra. Va debutar amb l'Albion el 16 de setembre, entrant al minut 64 en una victòria per 3–1 a fora contra el Manchester United FC a Old Trafford. El 21 de setembre va debutar com a titular en partit de l'Europa League, en un partit que el seu equip va perdre a casa per 2-3 contra l'AEK Atenes.

### Temporada 2024–25: Retorn al Barça
La temporada 2024-25 Fati va retornar al Barça, entrenat per Hansi Flick, però entre lesions i baix estat de forma, no va aconseguir jugar de manera regular, i es va especular amb la seva partida en el mercat d'hivern. Entre l'octubre de 2024 i l'abril de 2025 va estar mig any sense ser titular. Després d'haver jugat molt poc durant  la temporada, es va especular durant el mercat d'estiu de 2025 sobre el seu fitxatge per l'AS Monaco.

## Palmarès
FC Barcelona
- 2 Copes del Rei: 2020–21,[37] 2024–25[38][39]
- 2 Supercopes d'Espanya: 2023,[40] 2025[41]
- 2 Lligues espanyoles: 2022-23,[42] 2024-25

Selecció espanyola
- 1 Lliga de les Nacions de la UEFA: 2022-23[43]

## Estadístiques
Actualitzat el 2 de setembre de 2023.

### Club
| Club          | Temporada     | Lliga   | Lliga | Champions League | Champions League | Copa    | Copa | Supercopa | Supercopa | Total   | Total |
| Club          | Temporada     | Partits | Gols  | Partits          | Gols             | Partits | Gols | Partits   | Gols      | Partits | Gols  |
| ------------- | ------------- | ------- | ----- | ---------------- | ---------------- | ------- | ---- | --------- | --------- | ------- | ----- |
| FC Barcelona  | 2019–20       | 24      | 7     | 5                | 1                | 3       | 0    | 1         | 0         | 33      | 8     |
| FC Barcelona  | 2020–21       | 7       | 4     | 3                | 1                | —       | —    | —         | —         | 10      | 5     |
| FC Barcelona  | 2021-22       | 10      | 4     | 3                | 1                | 1       | 0    | 1         | 1         | 15      | 6     |
| FC Barcelona  | 2022-23       | 36      | 7     | 6                | 0                | 5       | 2    | 2         | 1         | 51      | 10    |
| FC Barcelona  | 2023-24       | 3       | 0     | 0                | 0                | 0       | 0    | 0         | 0         | 3       | 0     |
| Total carrera | Total carrera | 80      | 22    | 17               | 3                | 9       | 2    | 4         | 2         | 112     | 29    |